# Dimension (kommutative Algebra)
Die Dimension oder genauer Krulldimension (nach Wolfgang Krull) eines kommutativen Ringes mit Einselement ist die anschauliche Dimension der ihm in der algebraischen Geometrie zugeordneten Varietät oder allgemeiner des zugehörigen Schemas.
Dieser Artikel beschäftigt sich mit kommutativer Algebra. Insbesondere sind alle betrachteten Ringe kommutativ und haben ein Einselement. Ringhomomorphismen bilden Einselemente auf Einselemente ab. Für weitere Details siehe Kommutative Algebra.

## Definition
Die Höhe eines Primideals {\displaystyle P} ist die maximale Länge einer aufsteigenden Kette von Primidealen
{\displaystyle P_{0}\subsetneq P_{1}\subsetneq \ldots \subsetneq P_{n}=P;}
die Höhe ist dann {\displaystyle n}. Gibt es keine maximale Länge, hat das Primideal unendliche Höhe.
Die Dimension eines Ringes {\displaystyle A} ist das Supremum der Höhen seiner Primideale.

## Eigenschaften
- In einem noetherschen Ring hat jedes Primideal eine endliche Höhe. Es gibt aber noethersche Ringe unendlicher Dimension.
- In noetherschen lokalen Ringen ist die Dimension gleich der kleinstmöglichen Mächtigkeit eines Definitionsideals, insbesondere endlich.
- Die Höhe eines Primideals ist gleich der Kodimension der entsprechenden abgeschlossenen Teilmenge des Spektrums des Ringes.
- Krulls Hauptidealsatz besagt, dass die Höhe von Primidealen eines noetherschen Ringes, die minimal über einem Hauptideal liegen (d. h., es enthalten und bezüglich dieser Eigenschaft minimal sind), höchstens 1 sein kann. Allgemeiner ist die Höhe von Primidealen von noetherschen Ringen, die minimal über einem Ideal liegen, das von {\displaystyle r} Elementen erzeugt werden kann, höchstens {\displaystyle r}.

## Beispiele
- {\displaystyle \dim(\mathbb {Z} )=1}. Maximale aufsteigende Ketten von Primidealen haben die Form

{\displaystyle (0)\subsetneq (p)}
für Primzahlen {\displaystyle p}.
- Ein Integritätsbereich ist genau dann eindimensional, wenn jedes von Null verschiedene Primideal maximal ist. Jeder Dedekindring ist ein eindimensionaler Integritätsbereich.
- Körper und alle anderen artinschen Ringe sind nulldimensional.
- Die Formel

{\displaystyle \dim(A[X])=\dim(A)+1}
gilt für noethersche Ringe {\displaystyle A}. Insbesondere hat der affine Koordinatenring des {\displaystyle n}-dimensionalen affinen Raums über einem Körper die Dimension {\displaystyle n}.
- Der Going up-Satz besagt, dass

{\displaystyle \dim R=\dim S}
falls {\displaystyle S\supset R} eine ganze Ringerweiterung ist.

## Topologische Version
Die hier besprochene Dimension kann man zur Krulldimension topologischer Räume verallgemeinern, indem man die Primidealketten durch Ketten abgeschlossener, irreduzibler Teilmengen ersetzt. Dann ist die Dimension eines Ringes nichts anderes als die Krulldimension seines Spektrums.